# Lỗ đen quay
Một lỗ đen quay là một lỗ đen sở hữu mô men động lượng, hoặc có thể hiểu đó là hố den quay quah trục đối xứng của nó.
Tất cả các thiên thể - hành tinh, ngôi sao, thiên hà, lỗ đen - đều quay.

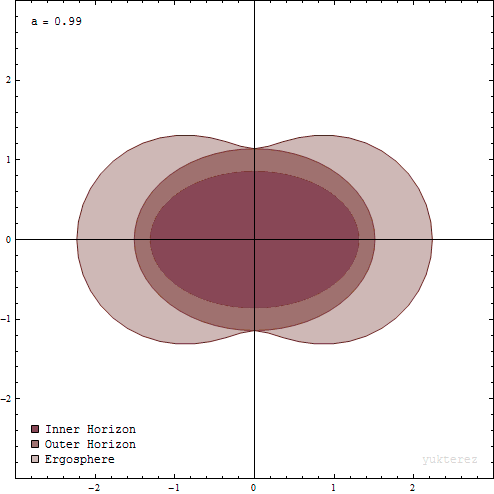
Ranh giới của một lỗ đen Kerr liên quan đến lĩnh vực vật lý thiên văn. Lưu ý rằng không có "bề mặt" vật lý nào như vậy. Các ranh giới là các bề mặt toán học, hoặc tập hợp các điểm trong không thời gian, liên quan đến việc phân tích các thuộc tính và tương tác của lỗ đen.

## Các loại hố đen
Có bốn loại lỗ đen đã biết theo phương trình trường Einstein (phuơng trình này đã mô tả lực hấp dẫn trong thuyết tương đối rộng), hai trong số đó quay: lỗ đen Kerr và Kerr – Newman. Người ta thường tin rằng mọi lỗ đen phân rã nhanh chóng thành một lỗ đen ổn định; và, theo định lý no-hair, các lỗ đen ổn định (ngoại trừ các dao động lượng tử) có thể được mô tả hoàn toàn tại bất kỳ thời điểm nào bằng 11 thông số sau:
- Sự tương đương khối lượng–năng lượng M,
- Động lượng P (three components),
- Mô men động lượng J (three components),
- Vị trí trong không gian X (three components),
- Điện tích Q.

Chuyển dộng thuận đang quay quanh một lỗ đen quay với tham số quay là a / M = 0,9.

Những con số này đại diện cho các thuộc tính một vật thể có thể được xác định từ khoảng cách xa bằng cách kiểm tra các trường điện từ và hấp dẫn của nó. Tất cả các thông số khác trong lỗ đen hoặc sẽ thoát ra vô cùng (?) hoặc bị lỗ đen nuốt chửng. Điều này là do bất cứ điều gì xảy ra bên trong chân trời lỗ đen không thể ảnh hưởng đến các sự kiện bên ngoài nó.
Về các tính chất này, bốn loại lỗ đen có thể được định nghĩa như sau:
|                         | Không quay (J = 0) | Quay (J > 0) |
| ----------------------- | ------------------ | ------------ |
| KHông điện tích (Q = 0) | Schwarzschild      | Kerr         |
| Điện tích (Q ≠ 0)       | Reissner–Nordström | Kerr–Newman  |

Lưu ý rằng các lỗ đen vật lý thiên văn được cho là có mômen động lượng khác 0, do sự hình thành của chúng thông qua sự sụp đổ của các vật thể sao đang quay, nhưng thực tế là điện tích bằng không, vì bất kỳ điện tích thực nào cũng sẽ nhanh chóng hút điện tích ngược lại và trung hòa. Vì lý do này, thuật ngữ lỗ đen "vật lý thiên văn" thường là lỗ đen Kerr.

## Sự hình thành
Các lỗ đen quay được hình thành bằng cách thông qua sự sụp đổ hấp dẫn của một ngôi sao quay lớn hoặc từ sự va chạm của một tập hợp các vật thể nhỏ hơn, các ngôi sao hoặc khí với tổng mômen động lượng khác 0. Khi tất cả các ngôi sao đã biết đều quay và các va chạm thực tế có mômen động lượng khác 0, người ta cho rằng tất cả các lỗ đen trong tự nhiên đều là các lỗ đen quay. Vì các vật thể thiên văn quan sát được không có điện tích  đáng kể, nên chỉ có lỗ đen Kerr là tồn tại ở đây.
Vào cuối năm 2006, các nhà thiên văn đã báo cáo ước tính về tốc độ quay của các lỗ đen trên Tạp chí Vật lý Thiên văn. Một lỗ đen trong Dải Ngân hà, GRS 1915 + 105, có thể quay 1.150 lần mỗi giây, gần như đạt được giới hạn trên lý thuyết.

### Mối quan hệ với vụ nổ tia gamma
Sự hình thành của một lỗ đen quay bởi sự sụp đổ được cho là  phát ra các vụ nổ tia gamma.

## Lỗ đen Schwarzschild
Một lỗ đen quay có thể tạo ra một lượng lớn năng lượng bằng năng lượng quay của nó. Điều này xảy ra thông qua quá trình Penrose trong vùng sinh công (ergosphere) của lỗ đen, một khu vực nằm ngay bên ngoài chân trời sự kiện của nó. Trong trường hợp đó, một lỗ đen đang quay sẽ giảm dần tốc độ quay thành một lỗ đen Schwarzschild với năng lượng tối thiểu mà từ đó không thể trích xuất thêm năng lượng, mặc dù vận tốc quay của lỗ đen Kerr sẽ không bao giờ hoàn toàn bằng không.

## Lỗ đen Kerr metric và Kerr–Newman metric

Hố đen quay từ góc nhìn của người quan sát ở xa. Các khung hình khác nhau hiển thị lỗ đen từ các góc độ khác nhau.

Một lỗ đen quay là một nghiệm của phương trình trường của Einstein. Có hai nghiệm chính xác đã biết, Mêtric Kerr và Mêtric Kerr – Newman, được cho là đại diện cho tất cả các nghiệm của lỗ đen quay.

## Chuyển đổi giữa  hai trạng thái
Các lỗ đen quay có hai trạng thái nhiệt độ mà chúng có thể tồn tại: nóng lên (mất năng lượng) và nguội đi. Năm 1989, Paul Davies lập luận rằng sự chuyển đổi giữa hai trạng thái xảy ra khi bình phương của tỷ lệ khối lượng-mô-men xoắn của lỗ đen, tính bằng đơn vị Planck, và bằng tỷ lệ vàng (?). Tuyên bố này sau đó được phát hiện là không chính xác và mâu thuẫn với công trình trước đó của Davies.